# Campos Sales (Ceará)
Campos Sales es un municipio brasileño del estado del Ceará. Está localizado en la microrregión de la Chapada del Araripe, mesorregión del Sur Cearense. Tiene 26 270 habitantes (2003) y 1082,77 km².

## Política
La administración municipal se localiza en la sede: Campos Sales.

## Geografía

### Clima
Tropical caliente semiárido con un promedio de lluvias media de 650 mm con lluvias concentradas de enero a la abril.

### Hidrografía y recursos hídricos
Los principales cursos de agua son los arroyos: Concepción, Bastiões y Negro; y represa del Pozo de Piedra.